# World Series 1910
Le World Series 1910 sono state la settima edizione della serie di finale della Major League Baseball al meglio delle sette partite tra i campioni della National League (NL) 1910, i Chicago Cubs e quelli della American League (AL), i Philadelphia Athletics.
Per Philadelphia Jack Coombs vinse tre partite ed Eddie Collins si impose in battuta, dando alla squadra il suo primo titolo. La sconfitta invece pose fine all'epoca d'oro dei Cubs, che fino a quel momento, su sette edizioni delle World Series erano arrivati in finale quattro volte, vincendo due campionati.

## Sommario
Philadelphia ha vinto la serie, 4-1.

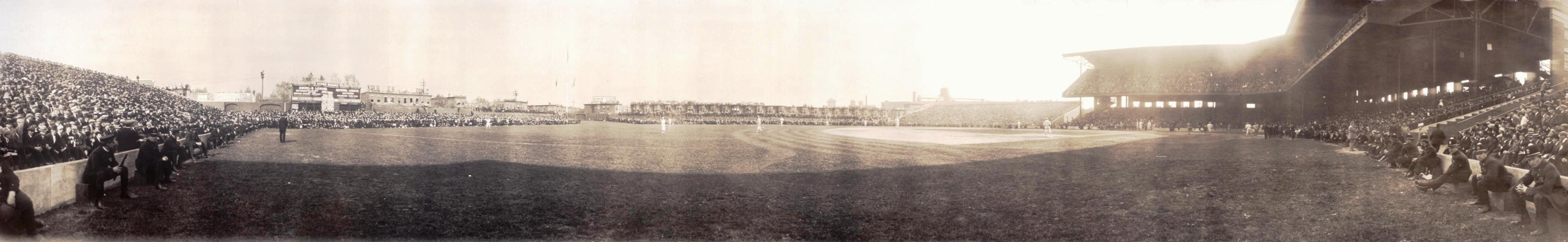
Shibe Park il 18 ottobre 1910, per la seconda gara delle World Series 1910

| Gara | Data       | Punteggio                                                 | Stadio         | Tempo | Pubblico |
| ---- | ---------- | --------------------------------------------------------- | -------------- | ----- | -------- |
| 1    | 17 ottobre | Chicago Cubs – 1, Philadelphia Athletics – 4              | Shibe Park     | 1:54  | 26.891   |
| 2    | 18 ottobre | Chicago Cubs – 3, Philadelphia Athletics – 9              | Shibe Park     | 2:25  | 24.597   |
| 3    | 20 ottobre | Philadelphia Athletics – 12, Chicago Cubs – 5             | West Side Park | 2:07  | 26.210   |
| 4    | 22 ottobre | Philadelphia Athletics – 3, Chicago Cubs – 4 (10 innings) | West Side Park | 2:14  | 19.150   |
| 5    | 23 ottobre | Philadelphia Athletics – 7, Chicago Cubs – 2              | West Side Park | 2:06  | 27.374   |

## Hall of Famer coinvolti
- Umpire: Tommy Connolly, Hank O'Day
- Athletics: Connie Mack (man.), Frank Baker, Chief Bender, Eddie Collins, Eddie Plank (non sceso in campo)
- Cubs: Mordecai Brown, Frank Chance, Johnny Evers (non sceso in campo), Joe Tinker